# Massacre de Wassy
Le massacre de Vassy (aujourd'hui Wassy) est un événement survenu le 1er mars 1562 à Vassy (bourg de la principauté de Joinville dont le seigneur est le duc de Guise) au cours duquel une cinquantaine de protestants furent tués, et environ cent-cinquante blessés par les troupes du duc de Guise. Cette affaire déclenche la marche à la guerre du premier conflit des guerres de Religion en France.
Le massacre de Vassy intervient six semaines après la signature de l'édit du 15 janvier 1562 par lequel le roi autorisait les protestants à se rassembler publiquement à l'extérieur des villes closes pour célébrer leur culte.

## Déroulement de la journée

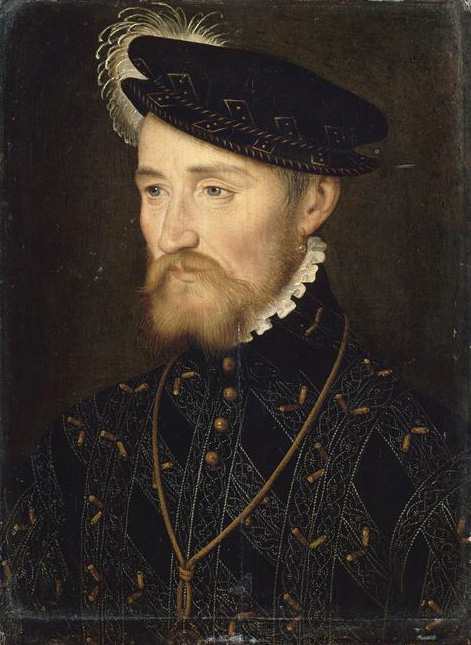
François de Lorraine, duc de Guise.

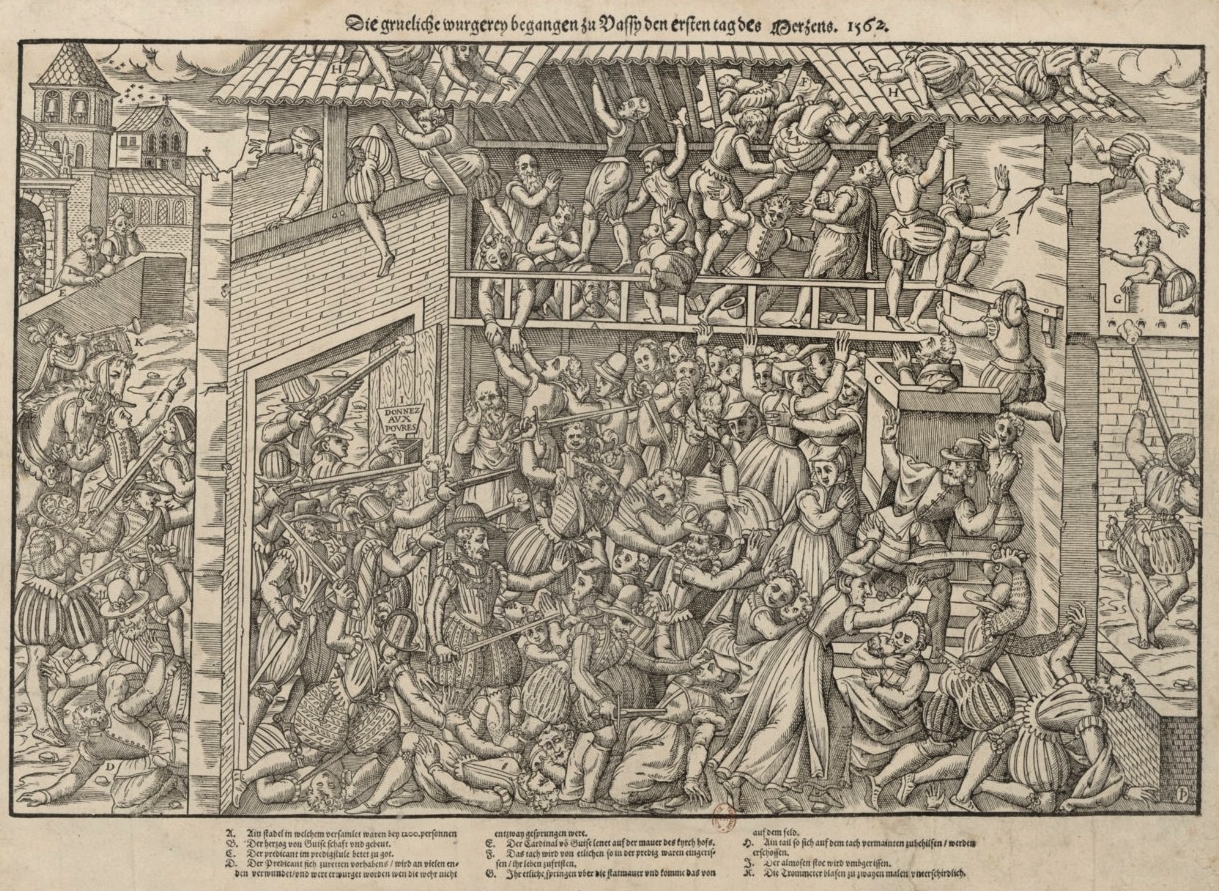
Massacre de Wassy, 1 mars 1562, gravure de Tortorel et Perrissin.

Le dimanche 1er mars, François de Lorraine, duc de Guise et prince de Joinville, chef des catholiques, se rendant à Paris, passe avec son escorte sur ses terres de Vassy, en Champagne. Il est accompagné de son épouse Anne, de leur fils Henri et de son frère le Cardinal de Lorraine.
Il apprend qu’une assemblée de protestants se tient dans une grange située à l’intérieur de la ville, ce qui constitue une entorse à l'édit de janvier qui n'autorise le culte protestant qu'à l'extérieur des villes. Envoyés sur place pour interrompre le culte, ses émissaires reçoivent de la part des protestants un mauvais accueil. L’altercation dégénère en violence, les insultes et les pierres pleuvent sur les troupes de Guise. Arrivé entretemps sur les lieux, le duc est lui-même touché. L’assaut de la grange par ses troupes dégénère en massacre. Il fait chez les protestants une cinquantaine de morts, dont des femmes et des enfants, et environ cent cinquante blessés. Le pasteur Morel est arrêté, traîné sur une échelle et enfermé à Saint-Dizier.
Dans les jours suivants, les principaux magistrats de la ville et les notables protestants survivants, au total une quarantaine de personnes, sont inculpés de sédition, destruction de chapelles et bris de croix, ou encore d'expulsion d'ecclésiastique et autres contraventions aux édits royaux. Le Parlement les condamne le 31 décembre à la prison, ou à défaut au bannissement avec saisie de tous leurs biens. Aucun des représentants du duc de Guise n'est en revanche inquiété.
Comme elle implique la responsabilité personnelle du duc François de Guise, ennemi du parti protestant, la nouvelle du massacre suscite aussitôt une immense émotion. Si François de Guise parle dans ses lettres d’un accident, dans chaque camp les partisans de la guerre se persuadent au contraire d'une préméditation de sa part et se croient autorisés à lancer la lutte ouverte.
Après le massacre de Vassy, le duc de Guise fit entrer tous les hommes valides dans la milice bourgeoise de Paris et fit lever par le prévôt des marchands un régiment de 1 500 hommes (12 enseignes) pour la garde de la ville.

## Littérature
Dans son roman Une colonne de feu, l'écrivain Ken Follett donne un récit du massacre.

## Controverses
Le massacre de Wassy fit l'objet, dans chaque camp, d'une importante récupération politique. Jusqu'au XXe siècle, il anima la controverse entre historiens catholiques et protestants.

### Sources primaires imprimées
- « Correspondance de François de Lorraine, duc de Guise, avec Christophe, duc de Wurtemberg : 2e série : massacre de Vassy (mars-mai 1562) », Bulletin historique et littéraire (Société de l'Histoire du Protestantisme Français), vol. 24, no 11,‎ 1875, p. 499-513 (JSTOR 24286220).
- A. Muntz, « Entrevue du duc Christophe de Wurtemberg avec les Guise, à Saverne, peu de jours avant le massacre de Vassy, 1562 », Bulletin de la Société de l'Histoire du Protestantisme Français, vol. 4, nos 4/6,‎ août-octobre 1855, p. 184-196 (JSTOR 24281149).